# Sturmgeschütz-Abteilung Burg
De Sturmgeschütz- Abteilung Burg was tijdens de Tweede Wereldoorlog een Duitse Sturmgeschütz-eenheid van de Wehrmacht ter grootte van een afdeling, uitgerust met gemechaniseerd geschut. Deze eenheid was een zogenaamde Heerestruppe, d.w.z. niet direct toegewezen aan een divisie, maar ressorterend onder een hoger commando, zoals een legerkorps of leger.
Deze Sturmgeschütz-eenheid kwam in actie ter verdediging van Oost-Pruisen in het laatste oorlogsjaar.

## Krijgsgeschiedenis

### Sturmgeschütz- Abteilung Burg
Sturmgeschütz- Abteilung Burg werd opgericht Burg op 21 juli 1944 uit de 1e Lehr-Batterie van de Sturmgeschütz-Schule Burg. Al eind juli werd de Abteilung per spoor naar het oostfront gebracht, naar het gebied rond Augustowo en kwam meteen in actie tegen Sovjet tankaanvallen. Na inzet rondom Łomża, volgde een inzet rondom Grajewo in september/oktober 1944. Na de start van het Sovjet winteroffensief werd de Abteilung (onder HArko 302) in de Heiligenbeil pocket geduwd en daar eind maart 1945 vernietigd. Schamele resten werden op de Wislaschoorwal (Duits: Frische Nehrung) ingezet.

### Einde
De Sturmgeschütz- Abteilung Burg capituleerde op 8 mei 1945 op de Frische Nehrung.

## Samenstelling
- Staf
- 1e Batterij
- 2e Batterij
- 3e Batterij

## Commandanten
| Rang         | Naam      | Begin        | Eind |
| ------------ | --------- | ------------ | ---- |
| Hauptmann    | Kurt Remy |              |      |
| Oberleutnant | Hoff      | oktober 1944 |      |